# Kurt Suzuki
Kurtis Kiyoshi "Kurt" Suzuki (4 de octubre de 1983) es un receptor estadounidense de béisbol profesional que juega para Los Angeles Angels de las Grandes Ligas. Anteriormente jugó con los Oakland Athletics, Minnesota Twins, Atlanta Braves y Washington Nationals.

## Carrera profesional

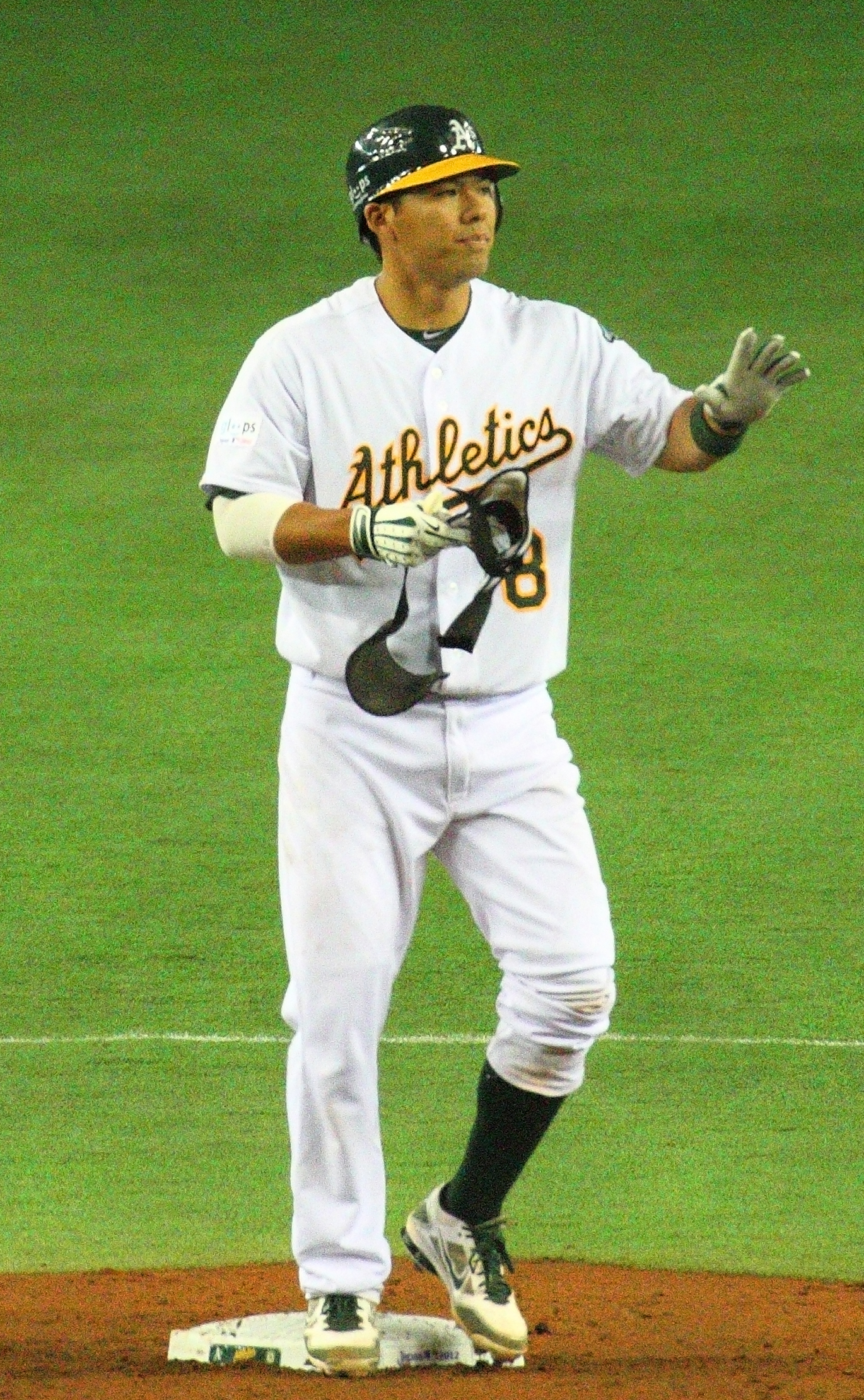
Suzuki con los Atléticos en 2012.

### Oakland Athletics
Suzuki fue seleccionado en la segunda ronda del draft de 2004 por los Atléticos de Oakland, y asignado a los Vancouver Canadians de Clase A. En 2005 jugó con los Stockton Ports de Clase A avanzada, en 2006 con los Midland RockHounds de Clase AA y en 2007 inició la temporada con los Sacramento River Cats de Clase AAA, hasta que el 9 de junio fue llamado a las mayores por los Atléticos, debutando tres días después como bateador emergente ante los Astros de Houston.
Luego de las transferencias de los receptores Adam Melhuse a los Rangers de Texas, y posteriormente Jason Kendall a los Cachorros de Chicago el 16 de julio, Suzuki se convirtió en el receptor titular del equipo.
En 2008 registró promedio de bateo de .279 en 148 juegos, y en 2009 estableció marcas personales con 15 jonrones y 88 carreras impulsadas bateando .275 en 147 juegos. Esa temporada lideró a los Atléticos en impulsadas, solo el segundo receptor en la historia de la franquicia en hacerlo. También lideró el equipo en hits (156), dobles (37) y bases totales (240), y segundo en jonrones y carreras anotadas detrás de Jack Cust.
El 23 de julio de 2010, Suzuki firmó una extensión de contrato con los Atléticos por cuatro años y $16.25 millones.

### Washington Nationals

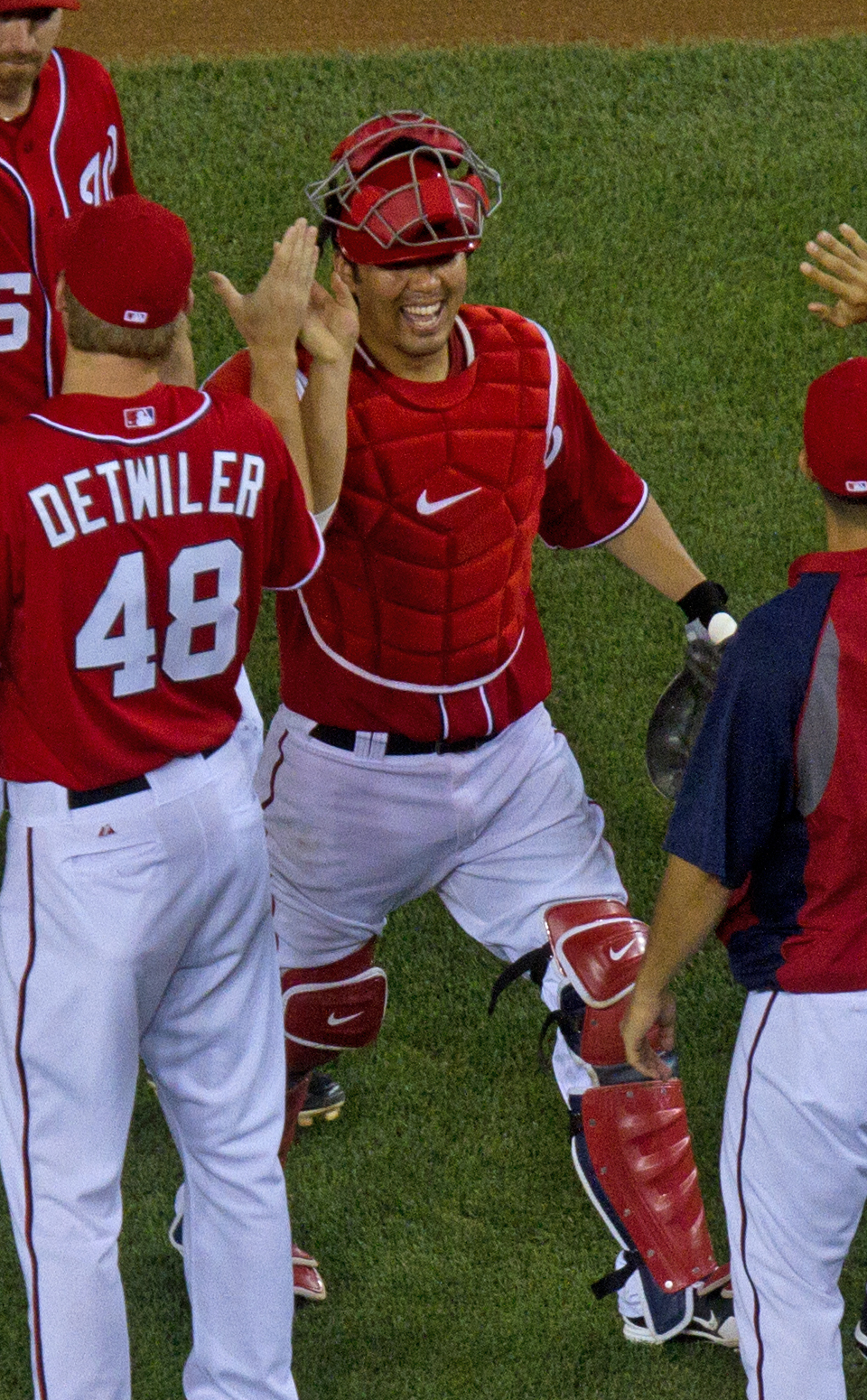
Suzuki con los Nacionales en 2012.

El 3 de agosto de 2012, Suzuki fue transferido a los Nacionales de Washington a cambio del jugador de ligas menores David Freitas. Durante la temporada 2013, compartió el rol de receptor con Wilson Ramos.

### Regreso a los Oakland Athletics
El 22 de agosto de 2013, Suzuki regresó a los Atléticos de Oakland a cambio de Dakota Bacus.

### Minnesota Twins
El 23 de diciembre de 2013, firmó un contrato con los Mellizos de Minnesota. En la temporada 2014 fue nombrado a su primer Juego de Estrellas. El 31 de julio de 2014 acordó una extensión de contrato con el equipo por dos años.

### Atlanta Braves
El 30 de enero de 2017, Suzuki firmó un contrato de un año y $1,5 millones con los Bravos de Atlanta. Durante la temporada 2017, estableció una nueva marca personal al conectar 19 jonrones en 276 turnos al bate, sirviendo principalmente como el receptor reserva de Tyler Flowers. El 23 de septiembre, firmó una extensión de contrato con los Bravos por un año y $3,5 millones.
En 2018, Suzuki nuevamente compartió la receptoría del equipo con Flowers, y en 347 turnos al bate registró promedio de .271 con 12 jonrones y 50 impulsadas.

### Regreso a los Washington Nationals
El 20 de noviembre de 2018, los Nacionales de Washington anunciaron el regreso de Suzuki al equipo por dos años y $10 millones.
En 2019, bateó .264/.324/.486 con 17 jonrones y 63 carreras impulsadas en 280 turnos al bate. El 23 de octubre de 2019, Suzuki se convirtió en el primer jugador nacido en Hawái en conectar un jonrón en la Serie Mundial, ayudando al equipo a ganar el Juego 2 ante los Astros de Houston. Una distensión en el flexor de la cadera impidió su participación en los juegos restantes de la serie, pero los Nacionales fueron capaces de ganarla en 7 juegos, dándoles su primer campeonato en la historia de la franquicia.
En la temporada 2020 acortada por la pandemia de COVID-19, Suzuki registró promedio de .270 con dos jonrones y 17 impulsadas en 111 turnos al bate. Defensivamente, igualó a Wilson Ramos de los Mets de Nueva York en el liderato de la Liga Nacional en bases robadas permitidas, con 28.

### Los Angeles Angels
El 15 de enero de 2021, Suzuki firmó un contrato de un año y $1.5MM con los Angelinos de Los Angeles.